# Primera División de Níger
La Primera División de Níger (en francés: Championnat national de première división o Championnat D1) es la máxima división del fútbol en Níger, el torneo se disputa desde 1966 y es organizado por la Federación de Fútbol de Níger.
Desde la temporada 2010-11 el campeonato se disputa desde el mes de noviembre al mes de julio del año siguiente, y está compuesto por catorce equipos que disputan un total de 26 partidos por club. Históricamente los clubes de Niamey han logrado alzarse con el campeonato, sólo dos equipos fuera de la capital han roto esta hegemonía.
El equipo campeón obtiene la clasificación a la Liga de Campeones de la CAF.

## Equipos 2021-22

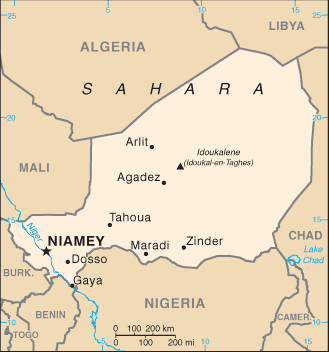
Niger.

| Club                     | Ciudad | Estadio                      | Capacidad |
| ------------------------ | ------ | ---------------------------- | --------- |
| Akokana FC               | Arlit  | Stade d'Arlit                | 7,000     |
| AS Douanes               | Niamey | Stade Général Seyni Kountché | 50,000    |
| AS Forces Armées         | Niamey | Stade du Camp Bagagi Iya     | 5,000     |
| AS GNN                   | Niamey | Stade Général Seyni Kountché | 50,000    |
| AS Police                | Niamey | Stade Général Seyni Kountché | 50,000    |
| AS SONIDEP               | Niamey | Stade municipal de Niamey    | 5,000     |
| ASN Nigelec              | Niamey | Stade Général Seyni Kountché | 50,000    |
| Espoir FC                | Zinder | Stade de Zinder              | 10,000    |
| JS Tahoua                | Tahoua | Stade Régional de Tahoua     | 5,000     |
| Olympic Niamey           | Niamey | Stade Général Seyni Kountché | 50,000    |
| RC Boukoki               | Niamey | Stade Général Seyni Kountché | 50,000    |
| Sahel SC                 | Niamey | Stade Général Seyni Kountché | 50,000    |
| Urana FC                 | Arlit  | Stade d'Arlit                | 7,000     |
| US Gendarmerie Nationale | Niamey | Stade Général Seyni Kountché | 50,000    |

## Palmarés
| Temporada | Campeón                                     | Subcampeón                                  |
| --------- | ------------------------------------------- | ------------------------------------------- |
| 1966      | Secteur 6                                   |                                             |
| 1967      | Secteur 6                                   |                                             |
| 1968      | Secteur 6                                   |                                             |
| 1969      | Secteur 6                                   |                                             |
| 1970      | Secteur 6                                   |                                             |
| 1971      | ASFAN Niamey                                |                                             |
| 1972      | Torneo no disputado                         | Torneo no disputado                         |
| 1973      | Secteur 7 (Sahel SC)                        |                                             |
| 1974      | Sahel SC                                    |                                             |
| 1975      | ASFAN Niamey                                |                                             |
| 1976      | Olympic FC de Niamey                        |                                             |
| 1977      | Olympic FC de Niamey                        |                                             |
| 1978      | Olympic FC de Niamey                        |                                             |
| 1979      | Torneo no disputado                         | Torneo no disputado                         |
| 1980      | AS Niamey                                   |                                             |
| 1981      | AS Niamey                                   |                                             |
| 1982      | AS Niamey                                   |                                             |
| 1983      | Jangorzo FC                                 |                                             |
| 1984      | Espoir FC                                   |                                             |
| 1985      | Zumunta AC                                  |                                             |
| 1986      | Sahel SC                                    |                                             |
| 1987      | Sahel SC                                    |                                             |
| 1988      | Zumunta AC                                  |                                             |
| 1989      | Olympic FC de Niamey                        |                                             |
| 1990      | Sahel SC                                    |                                             |
| 1991      | Sahel SC                                    |                                             |
| 1992      | Sahel SC                                    |                                             |
| 1993      | Zumunta AC                                  |                                             |
| 1994      | Sahel SC                                    |                                             |
| 1995      | Torneo no disputado                         | Torneo no disputado                         |
| 1996      | Sahel SC                                    |                                             |
| 1997-98   | Olympic FC de Niamey                        |                                             |
| 1999      | Olympic FC de Niamey                        |                                             |
| 2000      | Jeunesse Sportive du Ténéré                 |                                             |
| 2001      | Jeunesse Sportive du Ténéré                 |                                             |
| 2002      | Torneo no disputado                         | Torneo no disputado                         |
| 2003      | Sahel SC                                    | Olympic FC de Niamey                        |
| 2004      | Sahel SC                                    | AS-FNIS                                     |
| 2005      | AS-FNIS                                     |                                             |
| 2006      | AS-FNIS                                     | Sahel SC                                    |
| 2007      | Sahel SC                                    | Espoir FC                                   |
| 2008      | AS Police Niamey                            | ASFAN Niamey                                |
| 2009      | Sahel SC                                    | ASFAN Niamey                                |
| 2010      | ASFAN Niamey                                | Sahel SC                                    |
| 2010–11   | AS GNN                                      | Dan Kassawa FC                              |
| 2011–12   | Olympic FC de Niamey                        | Akokana FC                                  |
| 2012–13   | AS Douanes Niamey                           |                                             |
| 2013–14   | AS GNN                                      | ASN Nigelec                                 |
| 2014–15   | AS Douanes Niamey                           | Sahel SC                                    |
| 2015–16   | ASFAN Niamey                                | Sahel SC                                    |
| 2016–17   | ASFAN Niamey                                | US Gendarmerie Nationale                    |
| 2017–18   | AS SONIDEP                                  | AS GNN                                      |
| 2018–19   | AS SONIDEP                                  | AS Police Niamey                            |
| 2019–20   | Cancelado debido a la pandemia del COVID-19 | Cancelado debido a la pandemia del COVID-19 |
| 2020–21   | US Gendarmerie Nationale                    | ASN Nigelec                                 |
| 2021–22   | ASN Nigelec                                 | AS Douanes Niamey                           |
| 2022–23   | AS GNN                                      | US Gendarmerie Nationale                    |
| 2023–24   | AS GNN                                      | ASFAN Niamey                                |
| 2024–25   | ASFAN Niamey                                | AS Douanes Niamey                           |

- AS FAN: Association Sportive des Forces Armées Nigériennes.
- AS GNN: Association Sportive des Gendarmerie Nationale Nigérienne.

## Títulos por club
| Club                           | Ciudad | Campeón | Años campeón                                                                 |
| ------------------------------ | ------ | ------- | ---------------------------------------------------------------------------- |
| Sahel SC (Incluye Secteur 7)   | Niamey | 13      | 1973, 1974, 1986, 1987, 1990, 1991, 1992, 1994, 1996, 2003, 2004, 2007, 2009 |
| Olympic FC (Incluye Secteur 6) | Niamey | 12      | 1966, 1967, 1968, 1969, 1970, 1976, 1977, 1978, 1989, 1998, 1999, 2012       |
| AS GNN (Incluye AS-FNIS)       | Niamey | 6       | 2005, 2006, 2011, 2014, 2023, 2024                                           |
| AS FAN                         | Niamey | 6       | 1971, 1975, 2010, 2016, 2017, 2025                                           |
| AS Niamey                      | Niamey | 3       | 1980, 1981, 1982                                                             |
| Zumunta AC                     | Niamey | 3       | 1985, 1988, 1993                                                             |
| JS du Ténéré                   | Niamey | 2       | 2000, 2001                                                                   |
| AS Douanes Niamey              | Niamey | 2       | 2013, 2015                                                                   |
| AS SONIDEP                     | Niamey | 2       | 2018, 2019                                                                   |
| Jangorzo FC                    | Maradi | 1       | 1983                                                                         |
| Espoir FC                      | Zinder | 1       | 1984                                                                         |
| AS Police                      | Niamey | 1       | 2008                                                                         |
| US Gendarmerie Nationale       | Niamey | 1       | 2021                                                                         |
| ASN Nigelec                    | Niamey | 1       | 2022                                                                         |